# 周末熊新聞
《周末熊新聞》是前全民亂講系列製作人王偉忠帶著部分班底郭子乾、九孔、陳漢典三人到TVBS所開的節目。內容包含藝人政治模仿秀，以詼諧諷刺的新聞評論打造不同新聞視野。

## 節目單元

### 總統府理髮廳
- 總統府理髮廳是本節目主軸，利用總統府裡的小人物們觀看電視的形式，討論對最近時事的看法，藉由每個角色的特殊背景，說出一般民眾對新聞事件的看法。
- 並利用轉台的方式，帶入其它節目單元。節目中帶入熱門的話題人物，請他們到總統府的理髮廳，與本節目的演員一同互動發表看法。
- 理髮廳門口的對聯：「頭髮不分長短稀疏  政治不分藍紅白綠」；橫批：「染髮不犯法」。
- 此單元在每集開头出現時，郭子乾饰演的「郭爸」會對著鏡頭大喊「開工啦」，之後全體演員會合唱改編自《山頂黑狗兄》的歌曲。

### 關鍵龍捲風
- 主要演員：郭子乾飾劉飽傑 陳漢典飾戴力缸
- 模仿新聞節目《關鍵時刻》與《新聞龍捲風》
- 走動式報導的翹楚，透過走到新聞發生地點來即時討論與新聞人物互動。
- 以走動式報導的新聞演繹模式，來表現對社會、生活、政治事件的諷刺，讓飽潔與力缸帶你深入社會各個角落。

### 愛台灣就是愛棒球
- 當熱血主播與上愛國球評以及瘋狂球迷會產生什麼火花？
- 主要演員：郭子乾飾徐展圓
- 以熱血主播徐展圓搭配球星、球迷、啦啦隊，一起來為大家播報棒球。
- 除了可以訪問熱門的球星象是曼尼，職棒啦啦隊，也可以讓瘋狂的球迷闖入播音室，跟主播、球評產生衝突，讓職棒熱的風潮在小小的播音室內重現許多精彩畫面。

### 本週Copy機
- 透過模仿每週最夯的人、事、物，讓觀眾用最娛樂的方式更加瞭解時事。每集邀請不同的當紅話題人物、電影角色、網路名人來上此單元。例如，模仿在柴契爾夫人逝世後常被誤認成柴契爾夫人的英國女王伊丽莎白二世，來聊聊被誤認的感覺。

### 台灣嚎名嘴
2013年7月28日首次推出，模仿《中國好聲音》，每集由郭子乾扮演「郭掏」擔任節目主持人。每集共一位參賽者上台評論時事或發表意見，並請三位模仿名嘴擔任評審，一樣有旋轉椅子和按鈕鍵。當評審認可台上參賽者的評論時，就可按下紅色按鈕鍵並旋轉椅子，過程都有如《中國好聲音》。最後郭掏上台問問評審的意見，再請參賽者選擇一位已經轉身的評審當任他的導師。
在單元開始和最後會大喊口號：「名嘴，嚎哮！」共三次。在比賽結束後，郭掏會說出報名專線「1234567--7654321」。

### 新聞懂不懂
- 此單元由班底演員模仿當週最紅話題政治人物，董智森擔任主持人，每集邀請當紅話題政治人物來上此單元（例如郭子乾模仿洪秀柱，九孔模仿柯建銘），透過訪問方式，更加了解政治時事。

### 這則新聞歷史上發生過
- 穿梭古今歷史，藉由古代事件來諷刺當今的社會現況。

## 外部連結
- 周末熊新聞官方網站
- 周末熊新聞的Facebook專頁

| 臺灣 TVBS頻道 每週日 21:00 | 臺灣 TVBS頻道 每週日 21:00                  | 臺灣 TVBS頻道 每週日 21:00 |
| -------------------------- | ------------------------------------------- | -------------------------- |
|                            | 周末熊新聞 （2013年6月29日－2013年12月1日） |                            |
| —                          | —                                           |                            |